# Преторо
Преторо (італ. Pretoro) — муніципалітет в Італії, у регіоні Абруццо,  провінція К'єті.
Преторо розташоване на відстані близько 145 км на схід від Рима, 65 км на схід від Л'Аквіли, 16 км на південь від К'єті.
Населення — 956 осіб (2014).
Щорічний фестиваль відбувається 6 травня. 

## Демографія
Населення за роками:

Станом на 1 січня 2023 року в муніципалітеті офіційно проживало 25 іноземців з 11 країн, серед них 11 громадян країн Євросоюзу.

## Сусідні муніципалітети
- Фара-Філіорум-Петрі
- Леттоманоппелло
- Пеннап'єдімонте
- Рапіно
- Роккамонтеп'яно
- Роккамориче
- Серрамоначеска